# HB 9
HB 9, también llamado SNR G160.8+02.6, HBH 9 y AJG 115, es un resto de supernova situado en la constelación de Auriga. Fue descubierto como radiofuente en un estudio de radiación galáctica a 159 MHz llevado a cabo en 1953.

## Morfología
HB 9 presenta una morfología de cáscara y abarca una gran extensión angular, aproximadamente 2° en la banda de radio. Consta de múltiples conchas fragmentadas con estructuras de filamentos internos.
En rayos X, HB 9 está lleno en su centro: el contraste entre su morfología en rayos X y en ondas de radio permiten definirlo como un resto de supernova de morfología mixta.
Asimismo, se han detectado tres fuentes puntuales de rayos gamma procedentes de este objeto. Dos de estas fuentes se localizan dentro de la región de emisión extendida de rayos gamma y la cáscara observada en ondas de radio.
Por otra parte, HB 9 parece estar asociado a una gran nube molecular.
Se ha propuesto que este resto de supernova proviene de una supernova subenergética —de tipo Iax— debido a su elevada relación Fe/Si.

## Edad y distancia
HB 9 tiene una edad incierta, estimada en 5700 ± 3500 años.
Puede ser la supernova más antigua registrada. En una roca tallada encontrada en la región de Burzahama (Cachemira, India) aparece representada una escena de caza junto a dos objetos muy brillantes en el cielo; se ha sugerido que uno de ellos puede ser la supernova que dio lugar a HB 9.
En comparación a otros restos de supernova, HB 9 se encuentra relativamente próximo a nosotros, a 540 ± 10 pársecs; esta distancia es 2,5 y 6 veces menor que la que nos separa de Puppis A y Cassiopeia A respectivamente, conocidos restos de supernova.